# Котора рудочеревий
Котора рудочеревий (Pyrrhura frontalis) — вид папугоподібних птахів родини папугових (Psittacidae). Мешкає в Південній Америці. Раніше вважався конспецифічним з болівійським которою.

## Опис

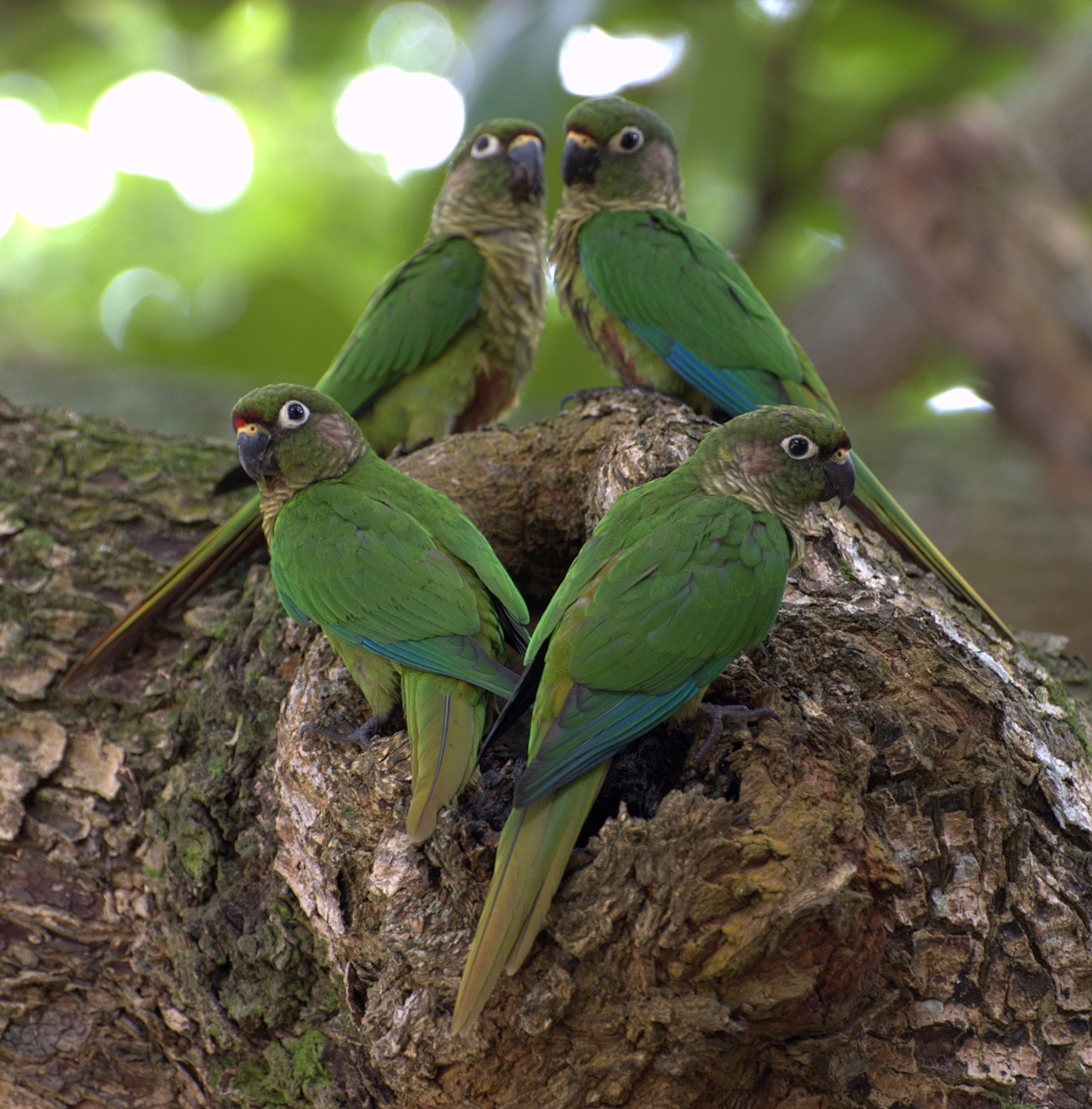
Зграя рудочеревих котор

Довжина птаха становить 25-28 см, враховуючи хвіст довжиною 12-14 см, вага 72-94 г. Забарвлення переважно зелене, лоб і щоки зеленувато-сірі, скроні коричнюваті, над дзьбом вузька темно-червона смуга. Пера на грудях і шиї каштанові з більш світлими кінчиками, на животі темно-червона пляма. Махові пера сині з чорними кінчиками. Верхня частина хвоста оливково-зелена з коричнювато-червоними кінчиками, нижня частина хвоста каштанова. У представників підвиду P. f. chiripepe верхня частина хвоста повністю оливково-зелена.  Очі темно-карі, навколо очей плями голої білої шкіри. Виду не притаманний статевий диморфізм.

## Підвиди
Виділяють два підвиди:
- P. f. frontalis (Vieillot, 1818) — східна Бразилія (від Баїї до Ріо-де-Жанейро і північного Сан-Паулу);
- P. f. chiripepe (Vieillot, 1818) — південно-східна Бразилія, південний схід Парагваю, північний схд Аргентини і Уругваю.

## Поширення і екологія
Рудочереві котори мешкають в Бразилії, Аргентині, Парагваї і Уругваї. Вони живуть у вологих атлантичних лісах, на узліссях, в парках і садах. На півночі ареалу зустрічаються в гірських лісах на висоті до 1400 м над рівнем моря, на півдні ареалу переважно в рівнинних лісах, на висоті до 1000 м над рівнем моря. Зустрічаються зграями до 6-12, іноді до 40 птахів. Живляться насінням, листям, плодами, галами і личинками комах. Листя становить 25% раціону рудочеревого котори, що незвично для неотропічних папуг.  Сезон розмноження триває з жовтня по грудень. В кладці від 4 до 7 яєць, інкубаційний період триває 22 днів, пташенята покидають гніздо через 50 днів після вилуплення. Вони досягають статевої зрілості у віці 1-3 років.